# WAGR-syndroom
Het WAGR-syndroom (ook wel bekend als het WAGR-complex of wilmstumor-aniridie) is een zeer zeldzaam syndroom waarbij de persoon een aangeboren aanleg heeft voor het ontwikkelen van een wilmstumor (niertumor), aniridie (het ontbreken van de iris), (uro)genitale afwijkingen, en retardatie (geestelijke beperking). De letter G wordt soms ook omschreven als gonadoblastoom, wat aan zou geven dat tumoren van de geslachtsklieren (testikels of eierstokken) ook als symptoom onder de urogenitale afwijkingen vallen.
Een kleine groep mensen met het WAGR-syndroom vertoont ernstige zwaarlijvigheid in de kindertijd; voor hen wordt in plaats van WAGR de afkorting WAGRO gebruikt, waarbij de letter O voor obesitas staat.
Het syndroom werd in 1964 door R.W. Miller (et al.) in associatie met andere aangeboren afwijkingen omschreven als een deletie van chromosoom 11, wat resulteert in het verlies van verschillende genen. Het is een van de meest bestudeerde aandoeningen waarbij verlies van naburige (aaneengesloten) genen de oorzaak is.

## Symptomen
Het WAGR-syndroom wordt bij pasgeboren kinderen vrij snel opgemerkt als er sprake is van aniridie. De klinische verdenking op WAGR verhoogt als meerdere afwijkingen aan het licht komen. Bij meisjes zijn urogenitale anomalieën niet altijd aanwezig.
Bij oudere kinderen kan een klinische diagnose van het syndroom al worden gesteld wanneer aniridie met een van de andere afwijkingen aanwezig is. Aniridie ontbreekt zelden bij mensen met het WAGR-syndroom. Andere veelvoorkomende oogafwijkingen zijn staar en ptose. Ongeveer 50% van de mensen ontwikkelt een wilmstumor. Voor een definitieve diagnose is een chromosomale analyse vereist.
Bij vrouwen met het WAGR-syndroom kan een gonadale dysgenese voorkomen, wat zorgt voor een verhoogde kans op gonadoblastoom. Misvormingen van de vagina en/of baarmoeder kunnen daarbij ook aanwezig zijn.

## Mechanisme
Het WAGR-syndroom wordt veroorzaakt door een mutatie van chromosoom 11 in de regio 11p13. Verschillende aaneengesloten genen in dit gebied zijn verwijderd, inclusief het PAX6-gen voor de oculaire ontwikkeling en het wilmstumor-gen WT1. Afwijkingen in het WT1-gen kunnen leiden tot urogenitale anomalieën. Recentelijk is aangetoond dat mutaties in het PAX6-gen niet alleen leiden tot oculaire afwijkingen, maar ook voor problemen in de hersenen en in de alvleesklier kunnen zorgen.
Verondersteld wordt dat het gen voor de zenuwcel-stimulerende factor van de hersenen (BDNF), gelegen aan 11p14.1, zorgt voor obesitas en overmatig eten bij een kleine groep patiënten met het WAGR-syndroom. Dit zou tevens het vermoeden over de rol van BDNF binnen het homeostatische energiebalans doen bevestigen.

## Behandeling
Bij kinderen met het WAGR-syndroom wordt ongeveer 3 tot 4 keer per jaar een nieronderzoek verricht met aandacht voor een eventuele wilmstumor. Dit blijft men doen tot een leeftijd van tussen de 6 en 8 jaar. Bij 40% van de patiënten boven de leeftijd van 12 jaar ligt bij regelmatig onderzoek de aandacht vooral bij mogelijke nefropathie.